# Храм Нептуна (Рим)
Храм Нептуна (лат. Aedes Neptuni) ― ныне утраченное древнеримское культовое сооружение, посвящённое богу морей Нептуну. Располагалось на Марсовом поле возле Цирка Фламиния в Риме. 

## История
Храм Нептуна был окончательно построен в 220 г. до н. э., хотя самое раннее упоминание о нём относится к 206 г. до н. э., касающееся его дверей и алтаря. Новое культовое сооружение было построено по заказу консула Гнея Домиция Агенобарба в честь его победы в при Битве при Филиппах над флотом Гнея Домиция Кальвина: вполне возможно, что полководец поклялся возвести храм в честь Нептуна накануне битвы, надеясь на поддержку этого божества. Консул начал строительство храма через некоторое время после своего возвращения в Рим в 32 г. до н. э. и поместил в внутрь храмы скульпторы работы Скопаса, которые изображали Нептун, Фетиду и Ахилла, окружённых нереидами, тритонами и морскими монстрами. Неизвестно, какое время функционировал храм после своего открытия, но если он и использовался до IV века, он должен был быть закрыт во время гонений на язычников в поздней Римской империи.
Большой фриз, известный как Алтарь Домиция Агенобарба, изображает обряд очищения (lustratio) римской армии и морской тиаз. Вероятно, он был размещён в Храме Нептуна. Ныне часть его находится в Лувре в Париже и Глиптотеке в Мюнхене.
Долгое время господствовало мнение о том, что церковь Сан-Сальваторе-ин-Кампо была построена на фундаменте храма, но эта церковь, вероятно, слишком далека от бывшего Цирка Фламиния, чтобы это было правильно.